# Parti républicain italien
Le Parti républicain italien (en italien : Partito Repubblicano Italiano, abrégé en PRI) est un parti politique italien, laïque et libéral, fondé le 21 avril 1895, ce qui en fait un des plus anciens partis italiens, le seul à avoir conservé son nom et son symbole (le lierre grimpant). Parti libéral et démocratique, il se situait sur l'échiquier politique entre la Démocratie chrétienne et le Parti socialiste italien.
Lors d'un congrès extraordinaire à Bari le 28 janvier 2001, qui a été ensuite annulé par la justice italienne (le tribunal de Rome), ce PRI, augmenté de délégués dont l'appartenance au PRI a été jugée douteuse, a décidé de soutenir la Maison des libertés de Silvio Berlusconi, après avoir longtemps été un parti de centre gauche, allié de préférence avec la gauche. Les dissidents qui étaient en fait majoritaires d'après le tribunal de Rome, ont conflué vers le Mouvement des républicains européens (MRE) pour continuer de soutenir la ligne originelle, traditionnellement modérée, de l'ancien PRI.
Ce nouveau PRI n'a obtenu, même allié avec i Liberal de Vittorio Sgarbi, aucun député et seulement 0,7 % des voix lors des élections du Parlement européen de juin 2004 — PRI - Liberal Sgarbi : 232 799 voix.
En 2008, le PRI rejoint, comme en 2006 avec Forza Italia, le nouveau Peuple de la liberté, en alliance électorale, tout en restant un parti autonome. Lors du congrès fondateur du PdL, le PRI participe uniquement en tant qu'allié, sans se fondre dans le nouveau parti. Il se réunifie avec le MRE en 2009, avec Luciana Sbarbati qui redevient une sénatrice du PRI. Le 14 décembre 2010, Giorgio La Malfa en est exclu pour avoir voté la défiance au gouvernement Berlusconi IV (expulsion confirmée le 8 juin 2011 par le collège des médiateurs).

## Histoire

### Après 1945
En mai 1945, le Parti républicain italien a été admis au sein du Comité de libération nationale. Cipriano Facchinetti, un ancien député de Trieste, et Randolfo Pacciardi sont les deux représentants du PRI au sein du Comité. Ils n'ont toutefois qu'un statut d'observateurs.
C'est l'adhésion d'Ugo La Malfa, en septembre 1946, après les élections de la Assemblée constituante, qui marquera l'histoire récente du PRI. Ce dernier représente l'Italie au FMI en avril 1947 et il en devient le vice-président.
Au lendemain des élections de 1948, alors que le secrétaire du parti est Randolfo Pacciardi, le PRI se tourne vers le centre. Cette alliance centriste dure jusqu'en 1957, lorsque les républicains retirent leur appui externe (sans participation au gouvernement) à Segni. Randolfo Pacciardi, devenu minoritaire, quitte la direction du parti. En 1959 La Malfa prend la direction de La voce repubblicana, l'organe officiel du PRI. En 1965, il devient secrétaire du parti. Dès le début des années 1960, le PRI était à nouveau revenu à soutenir la majorité au gouvernement. Cette collaboration connaîtra une crise en 1974 en raison de divergences profondes en matière économique. La Malfa quitte la majorité avec le PRI parce qu'il était en désaccord avec la politique économique du ministre du Budget, Antonio Giolitti. La Malfa prônait une gestion rigoureuse des finances publiques, fondée sur des choix qui privilégiaient les investissements plutôt que les dépenses de fonctionnement.
Au début de 1979, le président de la République confie à Ugo La Malfa la charge de composer un nouveau gouvernement. C'est la première fois depuis 1946 qu'une telle responsabilité n'est pas confiée à un démocrate-chrétien. Cette première tentative échoue et le 21 mars, le 5e gouvernement Andreotti prête serment, avec La Malfa qui devient vice-président du Conseil. Cinq jours après, La Malfa décède, après une maladie brutale. En septembre, le PRI élit Bruno Visentini président et Giovanni Spadolini secrétaire du parti.
Dans les années 1980, Spadolini d'abord, le fils d'Ugo La Malfa, Giorgio La Malfa ensuite, lient progressivement le PRI au Pentapartito (une alliance de 5 partis dirigée par la Démocratie chrétienne). Cette alliance à cinq gouvernera l'Italie de 1983 à 1990. En 1991, le PRI quitte la majorité en raison de la loi Mammì relative aux télécommunications.
Au cours des années 1980 :
- en juin 1981 Giovanni Spadolini devient le premier président du Conseil laïque de l'histoire de la République. Des publications comme La Voce Repubblicana reprend, sous la direction de Spadolini. En 1983, le PRI obtient, dirigé par Spadolini, plus de 5 % des voix, le maximum historique.
- en juillet 1987, au lendemain des élections politiques du 14 juin, Giovanni Spadolini est élu président du Sénat. Le 12 septembre, le Conseil national du PRI élit son successeur au secrétariat politique : ce sera Giorgio La Malfa.
- en octobre 1992, une nouvelle formation politique apparaît, Alleanza Democratica, promue par le PRI avec pour objectif d'accélérer le chemin des réformes institutionnelles.
- en janvier 1994, le PRI décide d'abandonner le centre-gauche progressiste pour s'allier, aux élections politiques, avec le Pacte pour l'Italie de Segni et de Martinazzoli. Cette modification de la ligne politique entraîne la création de la Gauche républicaine, qui fusionne avec d'autres mouvements en 1998 pour donner naissance aux Démocrates de gauche.
- en 1995 : le PRI entre dans l'Olivier. Prenant acte d'une impossible alternative centriste, le PRI, de même que le Parti populaire italien (PPI) décide de rejoindre le centre-gauche, avec le propos de créer une alliance d'unité nationale qui puisse affronter les difficultés du pays.
- en 1996, lors des élections, le PRI se présente avec la coalition du centre gauche, et à la proportionnelle avec le PPI.
- en 2001, à Bari, se déroule le XLIIe Congrès du PRI. Le Congrès, avec des délégués douteux, décide de s'allier avec la Maison des libertés.

La députée européenne Luciana Sbarbati quitte le PRI et fonde les Républicains européens qui s'allie à nouveau avec le centre-gauche.
Ce congrès sera ensuite annulé par le Tribunal de Rome en mai 2004 pour ne pas avoir respecté les statuts du PRI, en donnant ce faisant raison à Sbarbati.
- le 6 octobre 2001, Giorgio La Malfa, après 14 ans à ce poste, laisse le secrétariat du parti pour en devenir le président. Le Conseil national du PRI élit alors le député Francesco Nucara.
- en octobre 2002, le XLIIIe Congrès national du parti se déroule à Fiuggi et confirme les choix du précédent congrès (non encore annulé par la justice) et la place du PRI au sein de la Maison des libertés.
- en juin 2003, La Voce Repubblicana est à nouveau publiée, sous la direction de Francesco Nucara.
- en juin 2006, Giorgio La Malfa démissionne en raison de son désaccord avec la Maison des libertés sur le référendum constitutionnel.

Lors des élections générales de 2013, pour la première fois de son histoire électorale, le PRI ne présente de liste que dans deux régions et aucun candidat dans les listes des autres partis. Il n'obtient que 7 143 voix, soit 0,02 % à la Chambre.
Lors des élections générales de 2018, le parti se présente dans 13 circonscriptions (sur 29) avec le soutien de Alliance libéral-populaire-Autonomies (ALA), mais il n'obtient en Italie que 20 943 voix, soit 0,06 %, ainsi que
2 214 voix (0,20 %) en dehors d'Italie.

## Résultats électoraux

### Élections législatives

#### Chambre des députés
| Année | Voix                            | %                               | Rang                            | Sièges   | Remarques |
| ----- | ------------------------------- | ------------------------------- | ------------------------------- | -------- | --- |
| 1897  |                                 | 5,0                             | 4e                              | 25 / 508 | |
| 1900  | 79 127                          | 6,2                             | 5e                              | 29 / 508 | |
| 1904  | 75 225                          | 4,9                             | 5e                              | 24 / 508 | |
| 1909  | 81 461                          | 4,4                             | 5e                              | 23 / 508 | |
| 1913  | 102 102                         | 2,0                             | 7e                              | 8 / 508  | |
| 1919  | 53 197                          | 0,9                             | 10e                             | 9 / 508  | |
| 1921  | 124 924                         | 1,9                             | 8e                              | 6 / 535  | |
| 1924  | 133 714                         | 1,9                             | 9e                              | 7 / 535  | |
| 1929  | interdit                        | interdit                        | interdit                        | interdit | interdit |
| 1934  | interdit                        | interdit                        | interdit                        | interdit | interdit |
| 1946  | 1 003 007                       | 4,4                             | 6e                              | 23 / 535 | |
| 1948  | 651 875                         | 2,5                             | 6e                              | 9 / 574  | avec le Parti radical italien                                                                                      |
| 1953  | 438 149                         | 1,6                             | 8e                              | 5 / 590  | |
| 1958  | 405 782                         | 1,4                             | 9e                              | 6 / 596  | |
| 1963  | 420 213                         | 1,4                             | 8e                              | 6 / 630  | |
| 1968  | 626 533                         | 2,0                             | 7e                              | 9 / 630  | |
| 1972  | 954 357                         | 2,9                             | 7e                              | 15 / 630 | |
| 1976  | 1 135 546                       | 3,1                             | 6e                              | 14 / 630 | |
| 1979  | 1 110 209                       | 3,0                             | 7e                              | 16 / 630 | |
| 1983  | 1 874 512                       | 5,1                             | 5e                              | 29 / 630 | |
| 1987  | 1 428 663                       | 3,7                             | 5e                              | 21 / 630 | |
| 1992  | 1 722 465                       | 4,4                             | 7e                              | 27 / 630 | |
| 1994  | avec le Pacte Segni             | avec le Pacte Segni             | avec le Pacte Segni             | 1 / 630  | Le député quitte ensuite le parti                                                                                  |
| 1996  | avec le Parti populaire italien | avec le Parti populaire italien | avec le Parti populaire italien | 2 / 630  | Les deux députés quittent ensuite le parti pour les Démocrates de gauche                                           |
| 2001  | avec Forza Italia               | avec Forza Italia               | avec Forza Italia               | 1 / 630  | |
| 2006  | avec Forza Italia               | avec Forza Italia               | avec Forza Italia               | 2 / 630  | membres du groupe parlementaire FI                                                                                 |
| 2008  | avec le Peuple de la liberté    | avec le Peuple de la liberté    | avec le Peuple de la liberté    | 2 / 630  | élus : Nucara et La Malfa, membres respectivement du groupe parlementaire mixte (non-inscrits) et de celui du PdL. |
| 2013  | 7 143                           | 0,02                            | 21e                             | 0 / 630  | listes que dans deux régions                                                                                       |

#### Sénat
| Année | Voix                            | %                               | Rang                            | Sièges   | Remarques |
| ----- | ------------------------------- | ------------------------------- | ------------------------------- | -------- | --- |
| 1948  | 594 178                         | 2,6                             | 6e                              | 4 / 237  | avec le Parti radical italien |
| 1953  | 261 713                         | 1,1                             | 8e                              | 0 / 237  | |
| 1958  | 363 462                         | 1,4                             | 9e                              | 0 / 246  | |
| 1963  | 223 350                         | 0,8                             | 8e                              | 0 / 315  | |
| 1968  | 622 388                         | 2,2                             | 7e                              | 2 / 315  | |
| 1972  | 918 440                         | 3,0                             | 7e                              | 5 / 315  | |
| 1976  | 846 415                         | 2,7                             | 6e                              | 6 / 315  | |
| 1979  | 1 053 251                       | 3,4                             | 7e                              | 6 / 315  | |
| 1983  | 1 452 279                       | 4,7                             | 5e                              | 10 / 315 | |
| 1987  | 1 248 641                       | 3,9                             | 5e                              | 8 / 315  | |
| 1992  | 1 565 142                       | 4,5                             | 7e                              | 10 / 315 | |
| 1994  | avec le Pacte Segni             | avec le Pacte Segni             | avec le Pacte Segni             | 7 / 315  | |
| 1996  | avec le Parti populaire italien | avec le Parti populaire italien | avec le Parti populaire italien | 2 / 315  | Les deux députés quittent ensuite le parti pour les Démocrates de gauche |
| 2001  | avec Forza Italia               | avec Forza Italia               | avec Forza Italia               | 1 / 315  | |
| 2006  | avec Forza Italia               | avec Forza Italia               | avec Forza Italia               | 1 / 315  | membre du groupe parlementaire FI |
| 2008  | avec Le Peuple de la liberté    | avec Le Peuple de la liberté    | avec Le Peuple de la liberté    | 0 / 315  | Le candidat pour les sénatoriales, 21e sur la liste, n'a pas été élu. Avec le décès de son prédécesseur du PdL, Antonio Del Pennino devenu sénateur en juin 2011 et adhère au groupe mixte en cours de législature. |
| 2013  | 8 476                           | 0,02                            | 21e                             | 0 / 315  | listes que dans deux régions |

### Parlement européen
| Année | Voix                            | %                               | Rang                            | Sièges                          | Groupe                          | Remarques                                                   |
| ----- | ------------------------------- | ------------------------------- | ------------------------------- | ------------------------------- | ------------------------------- | ----------------------------------------------------------- |
| 1979  | 896 139                         | 2,6                             | 8e                              | 2 / 81                          |                                 |                                                             |
| 1984  | 2 140 501                       | 6,1                             | 5e                              | 6 / 81                          |                                 |                                                             |
| 1989  | 1 532 388                       | 4,4                             | 5e                              | 5 / 81                          |                                 |                                                             |
| 1994  | 242 786                         | 0,7                             | 12e                             | 1 / 87                          |                                 |                                                             |
| 1999  | 168 620                         | 0,5                             | 18e                             | 1 / 87                          | ELDR                            | avec la Fédération des libéraux : Luciana Sbarbati est élue |
| 2004  | 233 144                         | 0,7                             | 16e                             | 0 / 78                          |                                 | avec les i Liberal de Sgarbi                                |
| 2009  | Ne prend pas part aux élections | Ne prend pas part aux élections | Ne prend pas part aux élections | Ne prend pas part aux élections | Ne prend pas part aux élections | Ne prend pas part aux élections                             |
| 2014  | 197 942                         | 0,7                             | 9e                              | 0 / 73                          |                                 |                                                             |

## Gouvernements de la République italienne auquel le PRI a pris part
Cette liste comprend également des membres qui ont ensuite rejoint le Mouvement des républicains européens, né en 2001 après le Congrès annulé par la justice.
- Dans les années 1947-53 (Alcide De Gasperi IV-V-VI e VII), 4 ministères :

1. Carlo Sforza aux Affaires étrangères jusqu'au De Gasperi VI. Ce dernier signe le traité de paix avec les Alliés et contribue à l'adhésion de l'Italie au plan Marshall, à l'OTAN (4 avril 1949) et au Conseil de l'Europe (5 mai 1949). Il dirige les négociations et signe pour l'Italie le 18 avril 1951, le traité CECA.
2. Giuseppe Facchinetti à la Défense dans le De Gasperi IV, remplacé par Rodolfo Pacciardi dans le De Gasperi V.
3. Ugo La Malfa est ministre sans portefeuille dans le De Gasperi VI et ministre pour le Commerce extérieur dans le De Gasperi VII.

- Lors de la IIIe législature (1953-1958), le PRI offre son appui externe au gouvernement (et n'y participe pas)

Le PRI ne rentre dans le gouvernement quand la Démocratie chrétienne renonce de gouverner avec la droite. Il restera dans la majorité pendant les années 1960.
IV Gouvernement Amintore Fanfani (1960-1962)
Ugo La Malfa Ministre du Budget de la Programmation économique. Fanfani et La Malfa décident :
- - de nationaliser les industries électriques
  - l'imposta cedolare d'acconto (le républicain Bruno Visentini eut un rôle important dans la préparation technique de cet impot)
  - la Commissione della programmazione economica.

Infine, per affrontare la questione degli squilibri settoriali e territoriali, Ugo La Malfa propone per primo l'avvio di una « politica dei redditi ».
Aldo Moro I, II et III (1963-1968) : aucun portefeuille ministériel.
IV Governo Mariano Rumor (1973-74)
Ugo La Malfa, ministre du Trésor (jusqu'au 28/02/1974)
Moro IV (novembre 1974-janvier 1976)
Bruno Visentini ministre des Finances et
Giovanni Spadolini ministre des Biens culturels et environnementaux (le premier de l'histoire)
Giulio Andreotti V (marzo-aprile 1979)
Ugo La Malfa, vice-présidente du Conseil et ministre du Budget. À son décès (le 26/03/1979), il est remplacé au Budget par Bruno Visentini.
Giovanni Spadolini, ministre de l'Éducation (la première fois un non-DC à ce poste)
Spadolini I e II (1981-1982) : le premier gouvernement italien non-dirigé par la DC
Bettino Craxi I e II (1983-1987)
Bruno Visentini, ministre des Finances
Giovanni Spadolini, ministre de la Défense
Andreotti VI (juillet 1989-mars 1991)
Trois ministères : Reforme institutionnelle, avec Antonio Maccanico, Industrie, avec Adolfo Battaglia, Postes et télécommunications avec Oscar Mammì.
Andreotti VII (avril 1991-juin 1992) : aucun portefeuille
Lamberto Dini (janvier 1995-mai 1996) :
Aucun ministre ; Guglielmo Negri, secrétaire d'État à la Présidence du Conseil pour les rapports avec le Parlement.
Romano Prodi (mai 1996-octobre 1998) : aucun portefeuille.
D'Alema I (octobre 1998-décembre 1999) : aucun portefeuille.
Silvio Berlusconi II (juin 2001- avril 2005)
Francesco Nucara, ministre délégué auprès du Ministre de l'Environnement.
Silvio Berlusconi III (avril 2005-)
Giorgio La Malfa devient ministre des Affaires européennes,
le ministre délégué est confirmé

## Dirigeants actuels
La direction nationale du PRI élue par le Conseil national à Rome, le 12 mars 2005 (élue parmi les conseillers nationaux du XLIVe congrès à Fiuggi des 4 à 6 février 2005 qui a confirmé la ligne politique de centre-droit).
Membres de droit :
- Président : Giorgio La Malfa
- Secrétaire politique : Francesco Nucara
- Administrateur : Giancarlo Camerucci